# Kruppsche TG Essen
Die Kruppsche TG Essen (offiziell: Kruppsche Turngemeinde Essen 1910 e. V.) war ein Sportverein aus Essen. Die erste Fußballmannschaft wurde 1930 Deutscher Meister der Deutschen Turnerschaft. Die erste Handballmannschaft der Männer nahm einmal an der Endrunde um die deutsche Meisterschaft teil.

## Geschichte
Im Jahre 1910 gründeten Mitarbeiter der Friedrich Krupp AG unabhängig voneinander den Turnverein Götz und den Turnverein Roland. Neun Jahre später fusionierten beide Vereine zur Kruppschen TG Essen. Parallel dazu existierte die Betriebssportgemeinschaft Krupp. Beide Vereine sollten im Jahre 1939 zur Wettsportgemeinschaft Krupp fusionieren, die jedoch nicht zustande kam. Laut der Satzung der Betriebssportgemeinschaft durften nur Angehörige der Friedrich Krupp AG Mitglied des Vereins werden. Dies hätte zur Folge gehabt, dass die Kruppsche TG rund 40 Prozent der Mitglieder hätte ausschließen müssen. 1943 bildete die Kruppsche TG Essen zusammen mit dem TuS Essen-West die Kriegsspielgemeinschaft KSG Essen-West. Nach dem Ende des Zweiten Weltkriegs bildete die Kruppsche TG Essen zusammen mit dem Verein Tuspo Essen, dem Nachfolger der BSG Krupp, die Turngemeinde Essen-West.

### Fußball
Die Fußballer qualifizierten sich im Jahre 1930 für die letzte ausgetragene deutschen Meisterschaft der Deutschen Turnerschaft. Über die Stationen TV Eintracht Dortmund, Rödelheimer TG 1847 und TV 1846 Mannheim erreichten die Essener das Endspiel. Hier setzte sich die Mannschaft mit 5:4 nach Verlängerung gegen den MTV Harburg-Wilhelmsburg durch. Nach der Beilegung des Turnerstreits wechselten die Fußballer der Kruppschen TG in den Spielbetrieb des Deutschen Fußball-Bundes. Dort kam die Mannschaft allerdings nicht über lokale Spielklassen hinaus.

### Handball
Die Handballer der Kruppschen TG Essen wurden im Jahre 1942 Gaumeister Niederrheins im Feldhandball und qualifizierten sich für die deutsche Meisterschaft 1942. Nach einem 9:6-Sieg über den TK Köln-Nippes folgte das Aus im Achtelfinale nach einer 5:19-Niederlage gegen den Polizei SV Hamburg.

### Faustball
Die Faustballmannschaft der Kruppschen TG belegte bei der deutschen Meisterschaft 1921 den dritten Platz.